# کنستانتینوگرادوفکا (باشقیرستان)
کنستانتینوگرادوفکا (انگلیسی: Konstantinogradovka, Republic of Bashkortostan) یک شهرک در شهرستان استرلیتاماکسکی استان باشقیرستان کشور روسیه است.